# Bolívar (partido)
Pour les articles homonymes, voir Bolívar.
Le partido de Bolivar est une subdivision de la province argentine de Buenos Aires. Fondé en 1938, son chef-lieu est San Carlos de Bolívar.